# Gran Asamblea Nacional de Rumania
La Gran Asamblea Nacional (en rumano: Marea Adunare Națională) era el órgano supremo del poder estatal de la República Socialista de Rumania. La Gran Asamblea Nacional era la única rama del gobierno en Rumania y, según el principio del poder unificado, todos los órganos estatales estaban subordinados a ella. Tras el derrocamiento del comunismo en Rumania en diciembre de 1989, la Gran Asamblea Nacional fue disuelta por decreto del Frente de Salvación Nacional (FSN) y finalmente reemplazada por el parlamento bicameral, compuesto por la Cámara de Diputados y el Senado.
La Gran Asamblea Nacional se elegía cada cuatro años y cada miembro representaba a 60.000 ciudadanos. El sistema fue creado para imitar el modelo soviético .

## Potestades
El MAN tenía el poder de, entre otras cosas, modificar la constitución y nombrar y destituir al Comandante Supremo del Ejército Popular Rumano. Las resoluciones requerían una mayoría simple para ser aprobadas.
La Asamblea se reunirá dos veces al año en sesiones ordinarias y tantas veces como lo requiera el Consejo de Estado o al menos un tercio de los miembros de la Asamblea. Elegía a sus propios presidentes y a cuatro adjuntos para presidir cada sesión. En la teoría, era el nivel más alto de poder estatal en Rumania, y todos los demás órganos estatales estaban subordinados a él. En la práctica, como todas las demás legislaturas comunistas, hizo poco más que sancionar legalmente decisiones ya tomadas por el Partido Comunista Rumano (PCR).
Formalmente, el MAN fue ganando poder con el tiempo. La Constitución de 1948 (artículo 39) le otorgó sólo ocho poderes;y la Constitución de 1952 (artículo 24), 10;la Constitución de 1965 (artículo 43), 24.
A los votantes se les presentaba una lista única de candidatos de una alianza dominada por el PCR, conocida como Frente Democrático Popular de 1947 a 1968, Frente de Unidad Socialista de 1968 a 1980 y Frente de Unidad Socialista y Democracia de 1980 a 1989. Como nadie podía postularse para un cargo sin la aprobación del Frente, éste —y a través de él, el PCR— predeterminaba efectivamente la composición de la Asamblea.
Cuando la Asamblea no estaba en sesión, algunos de sus poderes eran ejercidos por el Consejo de Estado (que la Constitución definía como el MAN en sesión permanente), como la fijación de directrices para la ley y la supervisión de los consejos locales. También podría emitir reglamentos gubernamentales en lugar de leyes. Si dicho reglamento no era aprobado por el MAN en su siguiente sesión, se consideraba revocado. Sin embargo, bajo los principios del centralismo democrático, dicha aprobación era mera formalidad. Esto, combinado con las escasas sesiones del MAN, significó que las decisiones del Consejo de Estado tenían de facto fuerza de ley. En situaciones de emergencia, el Consejo de Estado asumía los poderes del MAN para controlar el presupuesto y el plan económico, nombrar y destituir a los ministros y jueces de la Corte Suprema, movilizar las fuerzas armadas y declarar la guerra.

## Elecciones de 1980
Según los resultados oficiales de las elecciones del 9 de marzo de 1980, en las que se eligieron 369 diputados, emitió su voto el 99,99% de los electores registrados. De ellos, el 98,52% aprobaron la lista del Frente, el 1,48% votó en contra y sólo 44 votos fueron declarados nulos.
192 escaños de la Asamblea estaban ocupados por mujeres y 47 escaños pertenecían a minorías nacionales (principalmente húngaros y alemanes).

## Presidentes de la Gran Asamblea Nacional
La numeración de la "Cámara Baja" continúa desde la numeración de los presidentes de la antigua Asamblea de Diputados (1862-1948).
| Orden numérico en cámara | No. | Nombre                | Foto | Vida      | Tomó el cargo           | Dejó el cargo           | Partido | Partido |
| ------------------------ | --- | --------------------- | ---- | --------- | ----------------------- | ----------------------- | ------- | ------- |
| 41                       | 1   | Gheorghe Apostol      |      | 1913–2010 | 7 de abril de 1948      | 11 de junio de 1948     |         | PMR     |
| 42                       | 2   | Constantin Agiu       |      | 1891–1961 | 11 de junio de 1948     | 27 de diciembre de 1948 |         | PMR     |
| 43                       | 3   | Constantin Pârvulescu |      | 1895–1992 | 27 de diciembre de 1948 | 5 de julio de 1949      |         | PMR     |
| 44                       | 4   | Dumitru Petrescu      |      | 1906–1969 | 5 de julio de 1949      | 28 de diciembre de 1949 |         | PMR     |
| 45                       | 5   | Alexandru Drăghici    |      | 1913–1993 | 28 de diciembre de 1949 | 26 de enero de 1950     |         | PMR     |
| (44)                     | (4) | Dumitru Petrescu      |      | 1906–1969 | 26 de enero de 1950     | 29 de mayo de 1950      |         | PMR     |
| 46                       | 6   | Constantin Doncea     |      | 1904–1973 | 29 de mayo de 1950      | 6 de septiembre de 1950 |         | PMR     |
| (41)                     | (1) | Gheorghe Apostol      |      | 1913–2010 | 6 de septiembre de 1950 | 5 de abril de 1951      |         | PMR     |
| 47                       | 7   | Ion Vincze            |      | 1910–1996 | 5 de abril de 1951      | 26 de marzo de 1952     |         | PMR     |
| (41)                     | (1) | Gheorghe Apostol      |      | 1913–2010 | 26 de marzo de 1952     | 6 de junio de 1952      |         | PMR     |
| 48                       | 8   | Gheorghe Stoica       |      | 1900–1976 | 2 de junio de 1952      | 30 de noviembre de 1952 |         | PMR     |
| (43)                     | (3) | Constantin Pârvulescu |      | 1895–1992 | 23 de enero de 1953     | 5 de marzo de 1961      |         | PMR     |
| 49                       | 9   | Ştefan Voitec         |      | 1900–1984 | 20 de marzo de 1961     | 28 de marzo de 1974     |         | PMR/PCR |
| 50                       | 10  | Miron Constantinescu  |      | 1917–1974 | 28 de marzo de 1974     | 18 de julio de 1974     |         | PCR     |
| 51                       | 11  | Nicolae Giosan        |      | 1921–1990 | 26 de julio de 1974     | 12 de diciembre de 1989 |         | PCR     |